# بهار كهور (جهاد أباد كرمان)
بهار کهور (بالفارسية: بهار کهور) هي قرية تقع في إيران في البلدة المركزية. يقدر عدد سكانها بـ 76 نسمة بحسب إحصاء 2016.